# Mena (Ukraine)
Pour les articles homonymes, voir Mena.
Mena (en ukrainien et en russe : Мена) est une ville de l'oblast de Tchernihiv, en Ukraine, et le centre administratif du raïon de Mena. Sa population s'élevait à 10 600 habitants en 2024.

## Géographie
Mena est située à 64 km à l'est de Tchernihiv et à 171 km au nord-est de Kiev.

## Histoire
La localité est mentionnée pour la première fois en 1408. Elle reçoit le statut de ville en 1966.

## Population
Recensements (*) ou estimations de la population :
| 1923* | 1926* | 1959* | 1970* | 1979*  | 1989*  |
| ----- | ----- | ----- | ----- | ------ | ------ |
| 7 334 | 7 246 | 7 373 | 9 878 | 11 469 | 13 120 |

| 2001*  | 2010   | 2011   | 2012   | 2013   | 2014   |
| ------ | ------ | ------ | ------ | ------ | ------ |
| 12 940 | 12 513 | 12 425 | 12 425 | 12 264 | 12 181 |

## Transports
Mena se trouve à 210 km de Tchernihiv par le chemin de fer et à 68 km par la route.

## Personnalités liées à la commune
- Iryna Melnykova, historienne, spécialiste de la Tchécoslovaquie
- Hava Volovich, écrivaine survivante du Goulag